# Edmond de Polignac
Edmond de Polignac   (París, 19 d'abril de 1834 - París, 8 d'agost de 1901) fou un aristòcrata francès que va ser compositor i mecenes.
Era el cinquè fill de Jules de Polignac (1780-1847) que va ser ministre de Carles X. Estudià durant un temps amb Alphonse Thys, i el 1854 ingressà en el Conservatori de París, on va tenir per professor a N. H. Reber. Ben aviat es dedicà a la composició, i entre les seves obres cal mencionar: els cors Le Myosotis, La veillesse, Où est le bonheur? que foren executades en els concerts de l'Orphéon de París i premiades en un concurs celebrat el 1865; el 1867 li fou també el cor titulat L'abeille, l'escena lírica Don Juan et Haydée, que també va aconseguir un premi en un concurs el 1876. Entre les seves altres produccions cal citar les següents, que foren dades a imprimir: una col·lecció de Douze melodies, Les adieux de Deidamia, escena lírica executada nombroses vegades; moltes romances i melodies vocals, com les titulades Barcarolle, Chanson de Barberine, L'heure de l'amour, Notre-Dame au peigue d'or, Sérénade, etc. una Marche fúnebre, diverses obres e caràcter religiós, un vals corejat, etc.